# Warcisław Młodszy
Warcisław (II) Młodszy (ur. ?, zm. najp. 1232) – możny pomorski, członek rodu Świętoborzyców.
Posiadał rodzinną majętność w ziemi kołbackiej. Od 1228 do 1229 pełnił urząd kasztelana szczecińskiego, którą zdał na rzecz Przyznabora.
Był synem Bartłomieja Starszego i wnukiem Warcisława Świętoborzyca. Do jego potomstwa z nieznaną z imienia małżonką należał prawdopodobnie Bartłomiej Młodszy. Jego genealogia znana jest z dyplomu Kazimierza z rodu Świętoborzyców wystawionego 18 lipca 1274, w którym potwierdził nadania dla opactwa kołbackiego wystawione przez jego przodków i krewnych.